# Mattel
Mattel, Inc. ([məˈtɛl]) — американська мультинаціональна компанія, що спеціалізується на виробництві іграшок, таких, як Барбі, Монстр Хай, Ever After High, Hot Wheels та ін. Заснована в 1945 році в місті Ель-Сегундо, Каліфорнія, штат Каліфорнія. Станом на 2014 рік компанія займала 403 місце у рейтингу Fortune 500. Компанія названа на честь засновників — Гарольда «Матт» Метсона (англ. Harold "Matt" Matson) та Елліот Гендлера (англ. Elliot Handler).